# Hjalmar Westeson
Hjalmar Westeson, född 9 september 1884 i Felestads socken, död 13 oktober 1959 i Uppsala, var en svensk präst och författare.
Westeson var son till kalkfabrikören Håkan Paul Westeson och Elina Johansson. Han blev student vid Lunds universitet 1905, blev teologie kandidat där 1911, tog folkskolelärarexamen 1912, blev kontraktsadjunkt i Norrbottens norra kontrakt 1912, kyrkoherde i Karesuando församling 1915 och kyrkoherde i Gällivare församling 1923. Han begärde avsked från tjänsten 1931 och blev pastor vid Blasieholmskyrkan 1931. Utöver detta tjänstgjorde han som inspektor för småskoleseminariet i Murjek 1927–1931.
Som författare skrev Westeson en rad böcker om Lappland och om sina upplevelser som präst i Karesuando. Hans mest kända bok är Ödemarksprofetens lärjungar om Lars Levi Læstadius' predikanter.
Han gifte sig första gången 1912 med Lilly Gunhild Sansson, med vilken han adopterade en dotter. Han gifte sig andra gången 1932 med Syster Hultgren.